# Attilio Formilli
Attilio Formilli (* 8. Juni 1866 in Alexandria, Ägypten; † 1933) war ein italienischer Bildhauer und Illustrator.

## Leben und Werke
Attilio Formilli erhielt seine Ausbildung an der Kunstakademie in Florenz, wo er Schüler von  Augusto Rivalta war. 1896 wurde in Florenz sein Christus am Kreuz ausgestellt, 1899 auf der Großen Berliner Kunstausstellung eine Büste Schopenhauers.  Ferner schuf er eine marmorne Büste Moisè Supinos, der das Museo Civico in Pisa gründete. Sie befindet sich im Museo Nazionale San Matteo in Pisa. Die Biblioteca Laurenziana in Florenz besitzt ein Petrarca-Porträt Formillis.
Von Formilli stammt außerdem ein Jugendstilplakat zur Festa dell’Arte e dei Fiori in Florenz 1896/97. Es zeigt deutliche Einflüsse Botticellis. Guido Biagi veröffentlichte 1892 sein Werk Gli ultimi giorni di P. B. Shelley mit Illustrationen von Attilio Formilli und Vittorio Corcos im Verlag G. Civelli. 1902 kam eine von Formilli illustrierte Ausgabe der Sonette von Petrarca unter dem Titel Sonnets from Petrarch im Verlag George D. Sproul heraus.
Formilli trug den Professorentitel.

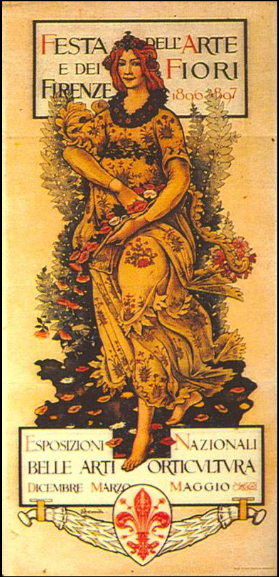
Jugendstilplakat aus dem Jahr 1896
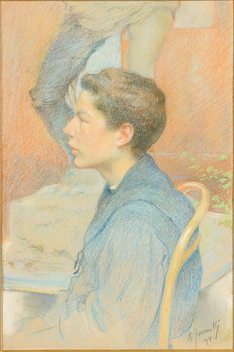
Porträt eines jungen Mannes